# Österreichisches Blasmusikfest

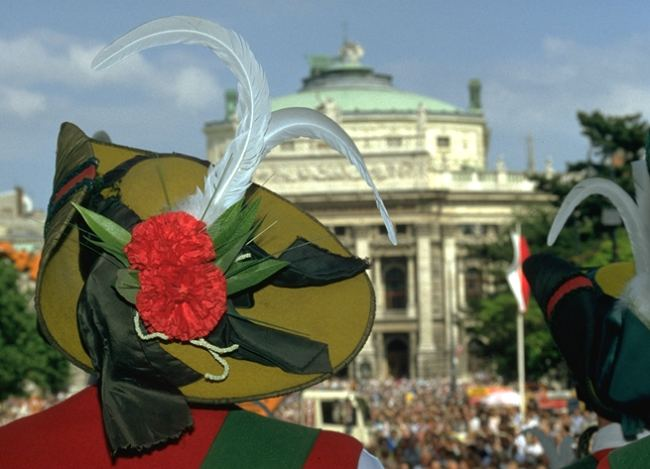
Blick zum Burgtheater während des Österreichischen Blasmusikfests in Wien

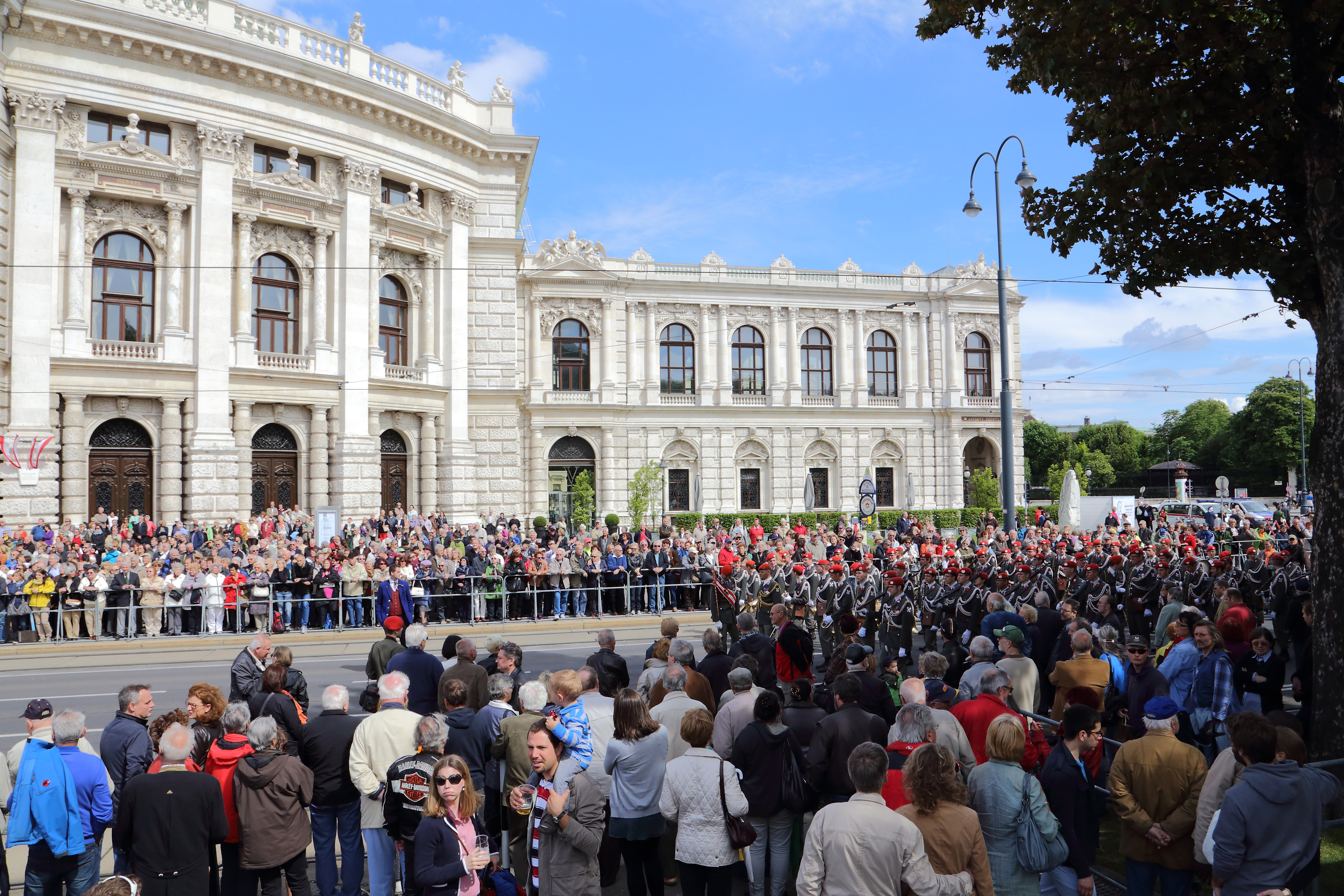
Die Gardemusik beim Festzug des 34. Österreichischen Blasmusikfestes. Insgesamt nahmen 26 Musikkapellen aus allen österreichischen Bundesländern und Südtirol daran teil.

Das Österreichische Blasmusikfest ist ein Musikfestival für Blasorchester in Österreich, das seit 1980 alljährlich in Wien stattfindet. 1983 nahmen erstmals auch ausländische Blasmusikkapellen teil.

## Geschichte
Das Blasmusikfest wurde vom damaligen Wiener Kulturstadtrat Helmut Zilk ins Leben gerufen, organisiert wird es von der Kulturabteilung der Stadt Wien in Zusammenarbeit mit dem Österreichischen Blasmusikverband und dem Militärkommando Wien.
Die künstlerische Gesamtleitung hatte 1980 der damalige Bundeskapellmeister Rudolf Zeman inne, ab 1981 zeichnete dafür Johann Schadenbauer (von 1978 bis 2009 Landeskapellmeister von Wien) verantwortlich.
Im Rahmen des Musikfestivals werden Konzerte in allen Bezirken Wiens gegeben, es findet ein Festzug vom Heldenplatz zum Rathausplatz mit einem Abschlusskonzert statt. Im Ehrenhof von Schloss Schönbrunn stellen sich marschierende Kapellen der Marschwertung. Im Jahr 2006 fand das Finale des „Internationalen Wettbewerbes für Blasmusik-Dirigenten“ im Großen Sendesaal des ORF (Funkhaus) statt.
Teilnehmer sind je zwei bis drei Blasmusikkapellen aus den neun Bundesländern Österreichs und aus Südtirol (Italien) und fallweise weitere Gastmusikkapellen aus dem Ausland. 2008 etwa nahmen 36 Musikkapellen mit ungefähr 1.800 Musikanten an der Veranstaltung teil. Im Jahr 1995, also 50 Jahre nach Ende des Zweiten Weltkrieges, wurden Militärkapellen aus den Ländern der vier Alliierten eingeladen. Insgesamt nahmen bisher Kapellen aus mehr als 20 Nationen am Österreichischen Blasmusikfest teil.
Das für Mai 2014 geplante 35. Österreichische Blasmusikfest musste wegen Schlechtwetters abgesagt werden.